# Eleron

Înclinarea avionului prin efectul eleroanelor

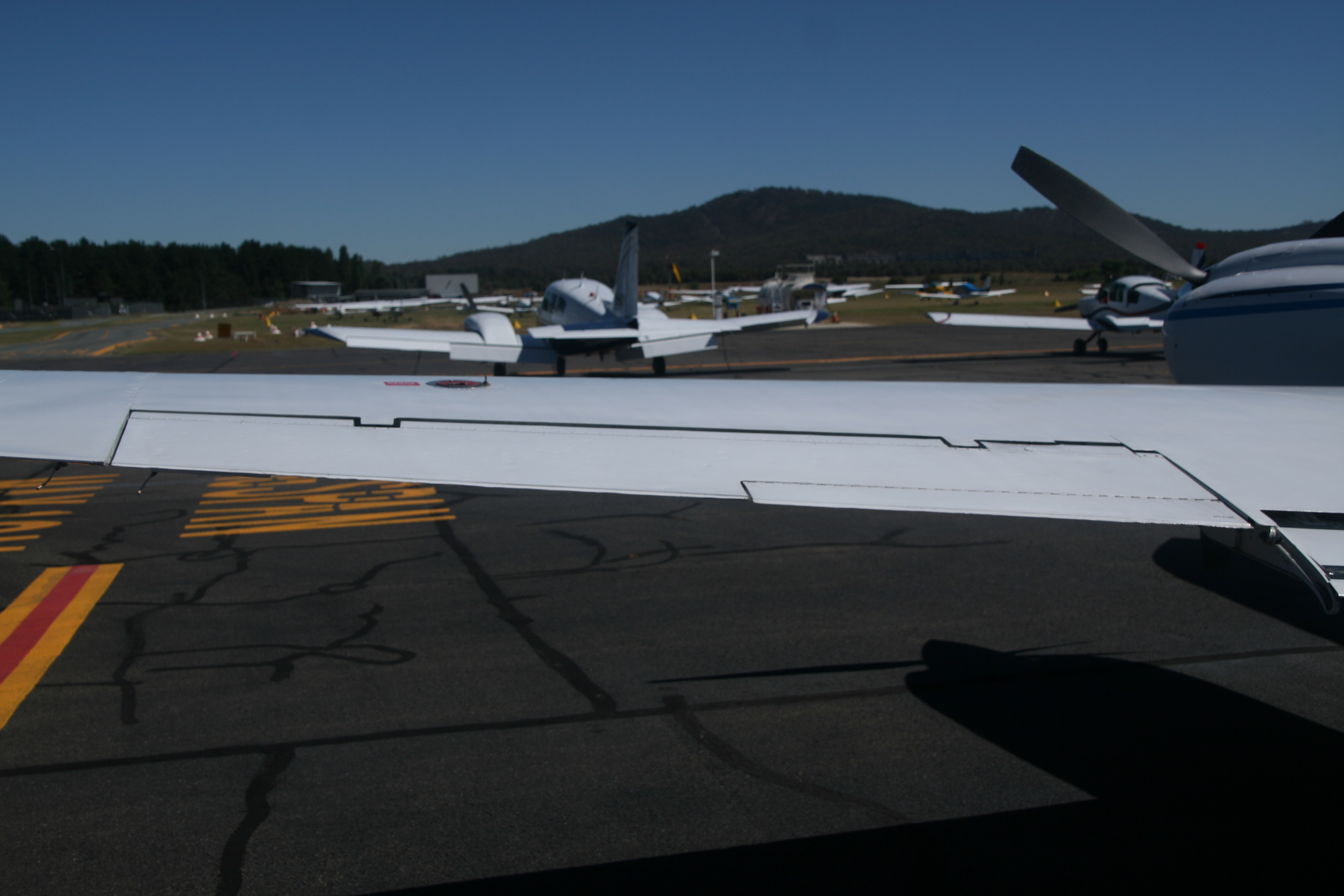
Eleronul și compensatorul (trimerul) lui la un avion ușor

În aviație, un eleron (franceză aileron = aripioară) este o suprafață de comandă a zborului, formată de obicei dintr-o parte articulată spre bordul de fugă (en) al fiecărei aripi a aeroplanelor. Eleroanele lucrează în pereche pentru a realiza înclinarea laterală a avionului, adică mișcarea în jurul axei longitudinale (axa de ruliu). Ele servesc și la revenirea avionului la înclinarea dorită în urma dezechilibrului care apare inerent în urma fluctuației forțelor aerodinamice asupra aripilor.
Comanda eleroanelor se face prin mișcarea laterală a manșei. Avionul se înclină în partea în care este acționată manșa.

## Dinamica zborului

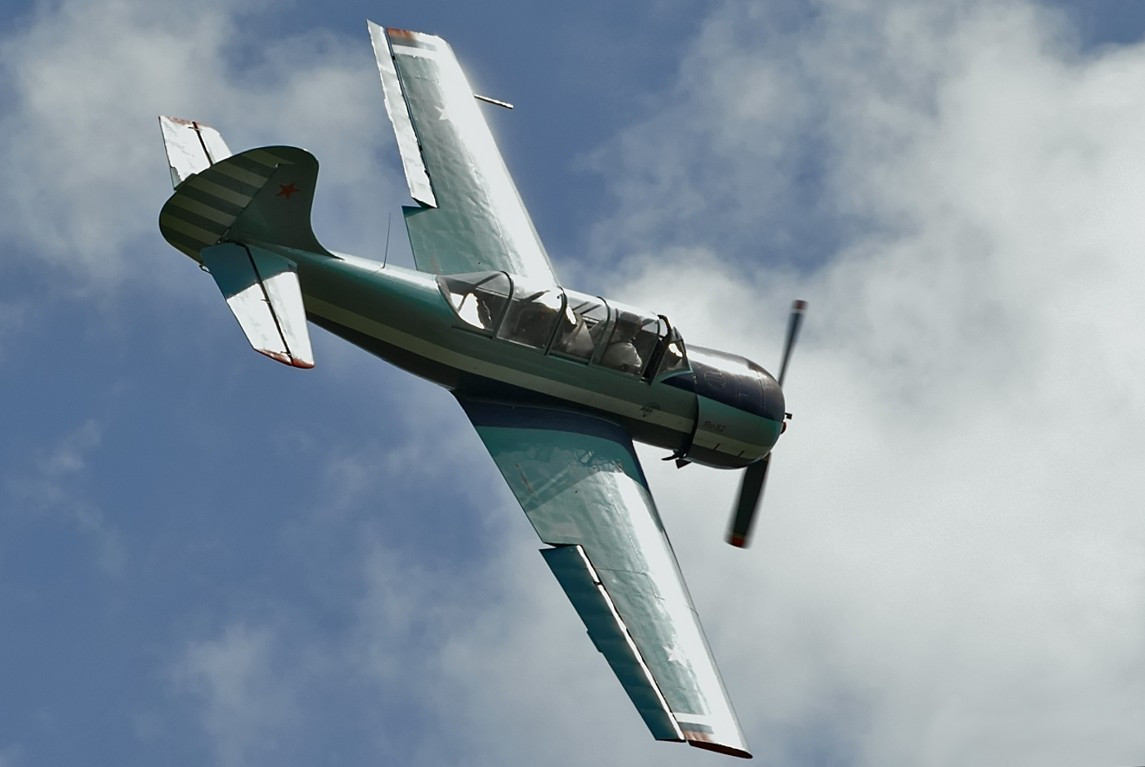
Un Iak-52 cu eleroanele bracate în timpul unui tonou „la stânga” (în sens antiorar)

Notă: În descrierea următoare noțiuni ca „sus” și „jos” se referă la zborul normal al avionului, nu în cadrul evoluțiilor acrobatice.
În mod normal perechea de eleroane este interconectată, ele lucrând în opoziție. Când unul este bracat (rotit) în jos, celălalt este bracat în sus. Cel bracat în jos mărește portanța aripii respective, iar cel bracat în sus o reduce, apărând un moment care determină o mișcare de rotire (înclinare) a avionului în jurul axei longitudinale (axa care trece prin botul și coada avionului). De obicei eleroanele sunt poziționate la extremitățile aripilor. Avioanele de linie moderne pot dispune de o a doua pereche de eleroane, plasate mai aproape de fuzelaj.
Un efect nedorit al acțiunii eleroanelor este apariția unei mișcări de girație în sens invers. Înclinarea avionului la dreapta cu ajutorul eleroanelor face ca avionul să vireze la stânga. Cauza este modificarea forței de rezistență aerodinamică a celor două aripi. Aripa care urcă o face datorită creșterii portanței, ceea ce duce și la creșterea rezistenței la înaintare. Diferența forțelor de rezistență a celor două aripi produce un moment care rotește avionul în jurul axei verticale (axa de girație).

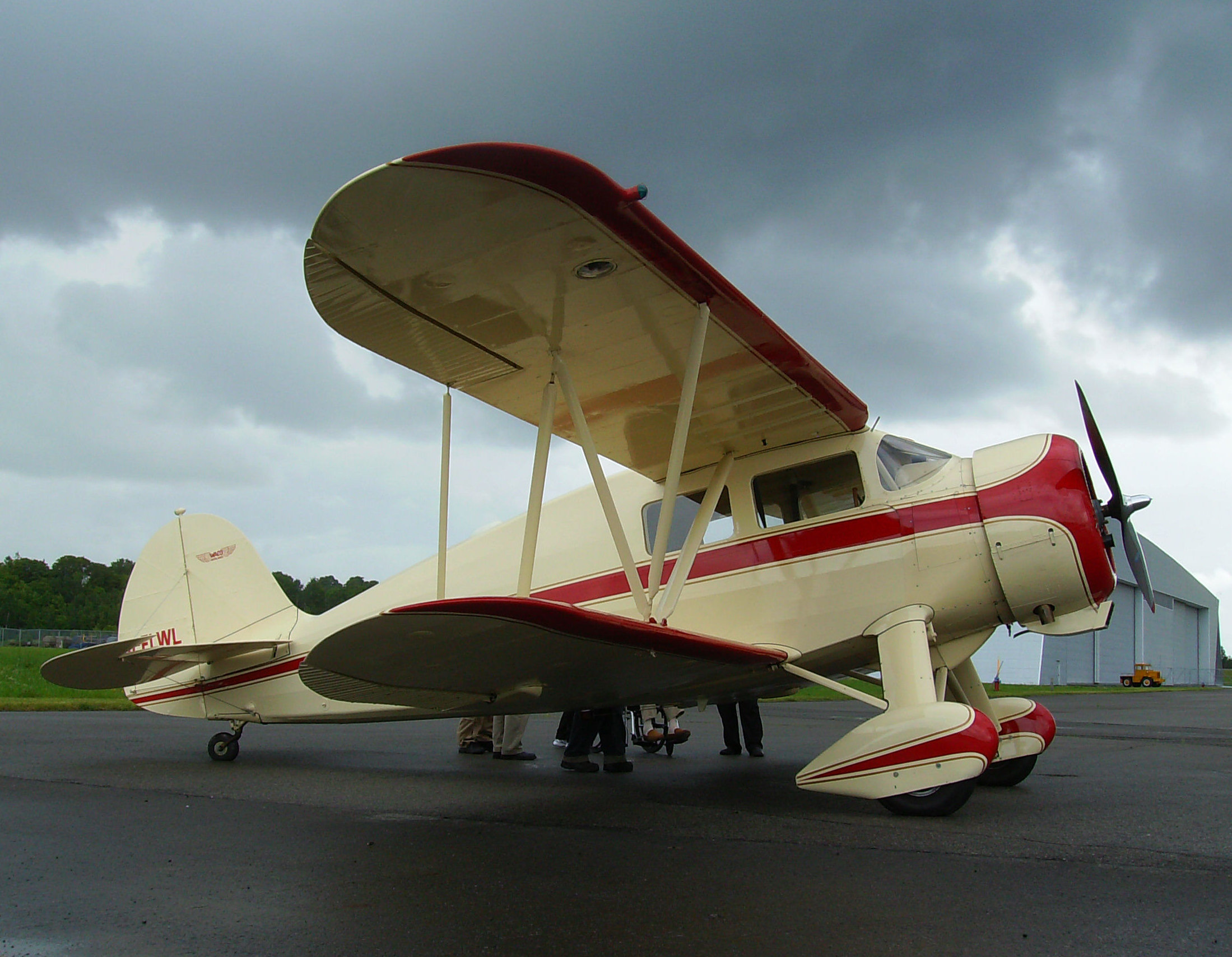
Un biplan Waco VKS-7 din 1937 cu eleroane la toate aripile; eleroanele dintr-o parte sunt conectate printr-o bară și lucrează ambele la fel

Într-un viraj corect girația inversă este compensată prin acționarea direcției (en), generând o forță asupra ampenajului vertical, forță al cărei moment se opune girației inverse. Altă metodă de compensare este bracarea diferențiată a eleroanelor, cel bracat în jos se brachează mai puțin decât cel bracat în sus. Astfel diferența rezistenței la înaintare a celor două eleroane poate fi parțial compensată. Există și geometrii mai complexe ale funcționării eleroanelor.
Într-un viraj cu eleroanele în poziție neutră aripa din exteriorul virajului are o viteză mai mare, ca urmare dezvoltă o forță portantă mai mare, ceea ce înclină avionul. Odată obținută înclinarea dorită în viraj, pilotul folosește eleroanele invers, pentru a nu permite creșterea înclinării. Această mică acțiune inversă trebuie menținută pe toată durata virajului. Totodată pilotul acționează direcția în sensul virajului pentru a compensa girația inversă. În virajul corect axa longitudinală a avionului este permanent tangentă la traiectoria avionului. Un indicator simplu de pe bord, indicatorul de viraj și glisadă („bila”) indică dacă virajul este corect (echilibrat).